# Barry Simon
Barry Martin Simon (nacido el 16 de abril de 1946) es un físico matemático estadounidense, Profesor IBM de matemáticas y de física teórica en Caltech, conocido por sus prolíficas contribuciones en teoría espectral, análisis funcional, y mecánica cuántica no relativista (particularmente en los operadores de Schrödinger), incluyendo sus conexiones con la física atómica y molecular. Es autor de más de 400 publicaciones de matemáticas y de física.
Su trabajo está centrado en amplias áreas de la física matemáticos y del análisis, cubriendo la teoría de campo cuántico, la mecánica estadística, el movimiento Browniano, la teoría matricial aleatoria, la mecánica cuántica general no relativista (incluyendo sistemas de N-cuerpos y resonancias), mecánica cuántica no relativista en campos eléctricos y magnéticos, el semi-límite clásico, el espectro continuo singular, operadores de Schrödinger aleatorios y ergódicos, polinomios ortogonales, y teoría espectral no auto-adjunta.
En 2012 fue elegido miembro de la Sociedad Matemática Americana.
En 2016 se le ha otorgado el Premio Steele en reconocimiento a su carrera.

## Primeros años
La madre de Barry Simon era una profesora escolar, y su padre era contable. Simon estudió en el Instituto James Madison de Brooklyn.

## Carrera
Durante sus años de instituto, Simon empezó a asistir a cursos universitarios para alumnos altamente dotados en la Universidad de Columbia. En 1962, Simon ganó una competición matemática de la MAA. The New York Times informó de que Simon había presentado una reclamación a la MAA (con el objetivo de obtener la calificación máxima posible) en la que probaba que uno de los enunciados de los problemas del examen era ambiguo.
En 1962, Simon ingresó en Harvard con una beca. En 1965, con solo 19 años, fue elegido "Putnam Fellow". En 1966 obtuvo su graduación en la Universidad de Harvard y su doctorado en Físicas en la Universidad de Princeton en 1970, supervisado por Arthur Strong Wightman. Su disertación trató sobre Mecánica Cuántica para Hamiltonianos definidos como formas cuadráticas.
Siguiendo su estudios doctorales, Simon fue profesor en Princeton durante varios años, trabajando a menudo con su colega Elliott H. Lieb en la Teoría de Thomas-Fermi y en la Teoría de Hartree-Fock sobre los átomos, además de investigar sobre transiciones de fase y ser titor de muchos alumnos como el propio Lieb. Finalmente fue persuadido para aceptar un puesto en Caltech, donde todavía permanece.
Simon fue galardonado con el Premio Henri Poincaré en 2012 y con el Premio Bolyai en 2015.
Su estatus en la física matemática es legendario, y es famoso por su capacidad de escribir manuscritos científicos "en el cinco por ciento del tiempo normal que el resto de los mortales necesitaría para escribir tales artículos."
Un antiguo estudiante de posgrado de Simon, en un relato que revela su brillantez, escribió: 

Barry siempre ha sido destacable por su vasto conocimiento de las matemáticas, tanto es así que desde hace muchos años soy incapaz de recordar algún teorema publicado que no conociese ya. Un día vi a Barry en Princeton poco después de una reunión y le hablé acerca de una antigua desigualdad en derivadas parciales, desigualdad que, viendo su intensa mirada, era nueva para él. Le dije: " Parece ser útil. ¿Quieres ver la demostración?" Él respondió: "No, gracias, todo está correcto." Entonces se acercó a una pizarra y escribió allí mismo una demostración impecable de la desigualdad.

## Publicaciones seleccionadas
- Resonances in n-body quantum systems with dilatation analytic potentials and the foundations of time-dependent perturbation theory, Annals of Math. 97 (1973), 247–274
- (with M. Reed) Methods of Modern Mathematical Physics, Vol. I: Functional Analysis, Academic Press, 1972; Vol. II: Fourier Analysis, Self-Adjointness, Academic Press, 1975; Vol. III: Scattering Theory, Academic Press, 1978; Vol. IV: Analysis of Operators, Academic Press, 1977
- (with F. Guerra and L. Rosen) The P(φ)2 quantum theory as classical statistical mechanics, Annals of Math. 101 (1975), 111–259
- (with E. Lieb) The Thomas-Fermi theory of atoms, molecules and solids, Advances in Math. 23 (1977), 22–116
- (with J. Fröhlich and T. Spencer) Infrared bounds, phase transitions and continuous symmetry breaking, Commun. Math. Phys. 50 (1976), 79–85
- (with P. Perry and I. M. Sigal) Spectral analysis of multiparticle Schrödinger operators, Annals of Math. 114 (1981), 519–567
- (with M. Aizenman) Brownian motion and Harnack's inequality for Schrödinger operators, Commun. Pure Appl. Math. 35 (1982), 209–273
- Semiclassical analysis of low lying eigenvalues, II. Tunneling, Annals of Math. 120 (1984), 89–118
- Holonomy, the quantum adiabatic theorem and Berry's phase, Phys. Rev. Lett. 51 (1983), 2167–2170
- (with T. Wolff) Singular continuous spectrum under rank one perturbations and localization for random Hamiltonians, Commun. Pure Appl. Math. 39 (1986), 75–90
- Operators with singular continuous spectrum: I. General operators, Annals of Math. 141 (1995), 131–145
- Simon, Barry (1996). Representations of Finite and Compact Groups. Graduate Studies in Mathematics (en inglés) 10. AMS. ISBN 978-0-8218-0453-7.
- A Comprehensive Course in Analysis, American Math Society, (2015)]

## Lecturas relacionadas
- Spectral Theory and Mathematical Physics: A Festschrift in Honor of Barry Simon's 60th Birthday: Ergodic Schrödinger Operators, Singular Spectrum, Orthogonal Polynomials, and Inverse Spectral Theory